# باونيا (كولورادو)
باونيا (بالإنجليزية: Paonia, Colorado)‏ هي بلدة تقع في مقاطعة دلتا بولاية كولورادو في الولايات المتحدة. تأسست عام 1880، تبلغ مساحتها 2 (كم²)، وترتفع عن سطح البحر 1732 م، بلغ عدد سكانها 1497 نسمة في عام 2000 حسب إحصاء مكتب تعداد الولايات المتحدة وتصل الكثافة السكانية فيها 748.5 نسمة/كم2.

## وصلات خارجية
- The US50 - Cities and Towns in Colorado State
- Colorado Cities and Towns, Facts, Map, Flag, Colleges, Government, and More